# Doença de Refsum
Doença de Refsum é uma síndrome autossômica recessiva causada pela acumulação de ácido fitânico nos tecidos celulares causando  lesões dos nervos e da retina, movimentos espasmódicos, alterações ósseas e cutâneas. O ácido fitânico é um produto do metabolismo de um dos tipos de gorduras encontrada em certas carnes, peixes e laticínios. O próprio organismo também converte o fitol da clorofila em ácido fitânico.

## Causa
A causa é um gene autossômico recessivo. Indivíduos com essa doença não produzem a enzima que metaboliza o fitol (fitol-CoA-hidroxilase ou peroxina 7). O acúmulo desse ácido no plasma e nos tecidos causam lesões em diversos tecidos do organismo. É mais frequente em crianças e adultos jovens de origem escandinava.

## Sintomas

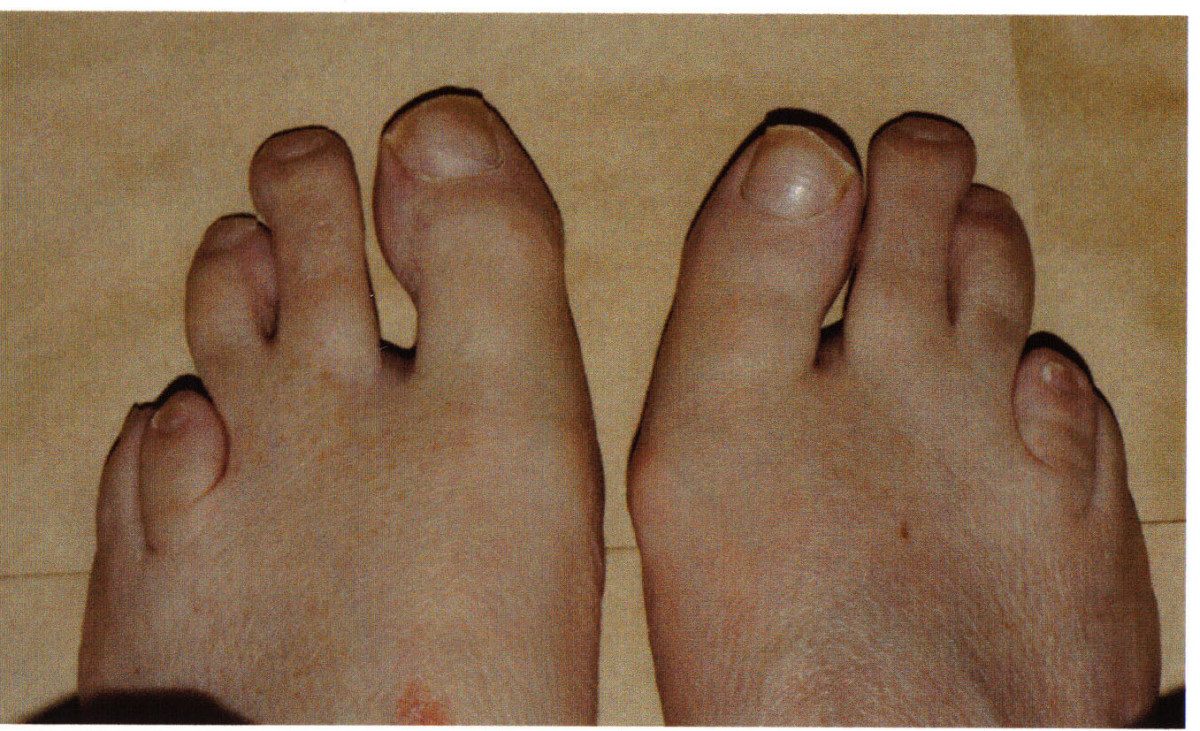
Deformidade óssea causada por doença de Refsum.

Os primeiros sintomas começam na infância ou na adolescência e dependem da dieta, geralmente começando por problemas de visão causados pela Retinite pigmentosa como:
- Cegueira noturna;
- Perda gradual da visão periférica;
- Catarata.

Outros possíveis problemas incluem:
- Problemas de audição;
- Pele ressecada e escamosa (ictiose);
- Perda do olfato (anosmia);
- Fraqueza em pés e mãos;
- Deformidades do esqueleto;
- Problemas com equilíbrio (ataxia)

## Tratamento
O principal tratamento é evitar alimentos que aumentem o ácido fitânico no sangue conhecida como dieta de Refsum. Ou seja, evitar certas carnes, peixes, laticínios e folhas verdes. A perda de peso libera ácido fitânico armazenado no organismo aumentando os sintomas. Uma modalidade terapêutica disponível seria através de plasmaférese, troca plasmática realizado por uma máquina de aférese, sendo classificada pela Sociedade Americana de Aférese (ASFA) em 2010 como categoria I, ou seja, terapia de primeira escolha. 